# Manœuvre de Froment
La manœuvre de Froment ou test du poignet figé est un test diagnostique sensible utilisé en neurologie pour détecter une rigidité, signe précoce de la maladie de Parkinson. Elle fut introduite par les médecins Jules Froment et Henri Gardère en 1926. Cette manœuvre consiste à imprimer des mouvements passifs au poignet du patient, puis à lui demander de faire un geste continu avec l'autre main (saisir un objet éloigné, faire « les marionnettes »…). Dès que le mouvement volontaire est initié, la rigidité se majore et ainsi apparaît plus nette.
Cette manœuvre est similaire au signe du comptoir de Henri Roger (1881-1955) : dans la maladie de Parkinson, lorsque le sujet fait un geste intentionnel (comme saisir un verre au comptoir), l'autre bras opposé accentue sa rigidité et son tremblement.
À ne pas confondre avec les signes de Froment qui recherchent un déficit moteur de nerf périphérique, dont le plus connu est le signe du pouce ou signe du journal indiquant une paralysie du nerf ulnaire (atteinte de l'adducteur du pouce).
Pour Froment, la rigidité ou hypertonie du Parkinson représente une exagération pathologique de la réaction musculaire répondant à la pesanteur.
Au début du XXIe siècle, la manœuvre de Froment est utilisée quotidiennement dans le monde entier pour la détection précoce du Parkinson, et pour évaluer les effets des traitements.